# Ayorou
Ayorou ou Ayourou ou encore Ayérou, est une localité et une commune urbaine du Niger, chef-lieu du département d'Ayérou, au nord de la région de Tillaberi.

## Géographie
Ayorou est située sur la rive gauche du fleuve Niger à 200 kilomètres au nord-ouest de la capitale Niamey, près de la frontière avec le Mali. 
|         | Ouatagouna ( Mali) |        |
| Gorouol | Ayorou             | Inatès |
|         | Dessa              |        |

## Histoire
Après sa défaite contre Askiya Muhammad en 1493 lors de la bataille d'Anfao, Sonni Baro, souverain de l'Empire Songhaï, s’enfuit à Ayorou et y établit son propre petit État, qui fut vaincu en 1500 après des attaques constantes et incorporé à l’Empire Songhaï. 
La réforme administrative de 1964 divise le Niger en sept départements, prédécesseurs des régions, et 32 arrondissements, prédécesseurs des départements ultérieurs. Ayérou est annexé à l’arrondissement nouvellement créé de Tillabéri, et reçoit le statut de poste administratif. Le poste administratif est séparé du département de Tillabéri en 2011 et élevé au statut départemental.
Entre 1974 et 2008, un partenariat de coopération est établi entre Ayorou et Vert-le-Petit (France).
Durant la guerre du Sahel, la ville devient la proie d'attaques de groupes armés, qui en 2007, causent la mort de 13 personnes, côté nigérien. En 2020, une nouvelle attaque fait neuf victimes.

## Population
Lors du recensement général de 2012, la population communale est relevée à 33 527 habitants. La localité compte 11 528 habitants en 2012.

## Services et administrations

### Liste des maires
Depuis le 4 avril 2024, un Administrateur délégué nommé par le Chef de l’État du Niger remplace le maire de la commune rurale élu. 
| Période | Période | Identité              | Étiquette | Qualité                |
| ------- | ------- | --------------------- | --------- | ---------------------- |
| 2021    | 2024    | Moussa Douma          |           |                        |
| 2024    |         | CNE Ali Oumarou OA/SM |           | Administrateur délégué |

### Enseignement
- Collège d'enseignement secondaire (CES)

## Cultes
- Mosquée d'Ayorou

## Économie
- Marché au bétail

Le dimanche est jour de marché à Ayérou, il couvre une grande partie de la ville, de la rive à la rue principale, il attire des milliers de commerçants notamment du Nigeria, du Mali et du Burkina Faso. 

## Culture et patrimoine
Au cours de sa carrière, le cinéaste et ethnologue Jean Rouch se rend à plusieurs reprises dans la localité d'Ayorou, qui n'est alors qu'un village. Il y tourne un film en 1970 pour le compte du CNRS, intitulé Architectes ayorou. 